# Francisco Xavier Bianchi
Francisco Xavier Maria Bianchi, CRSP (em italiano:  Francesco Saverio Maria Bianchi; /biːˈɑːŋki/ ) (2 de dezembro de 1743 - 31 de janeiro de 1815), era um padre italiano Barnabita e estudioso notório, que também ganhou uma reputação de santidade durante a sua vida, tanto seu compromisso com seus alunos e os pobres de Nápoles. Ele foi proclamado santo pela Igreja Católica e declarado Apóstolo da cidade.

## Vida
Bianchi nasceu em 1743 em Arpino, na região do Lazio, então parte dos Estados Papais, em uma família amorosa e piedosa. Sua mãe o ensinou a cuidar dos pobres ao seu redor, dando-lhe exemplo abrindo uma pequena clínica na casa da família onde ela cuidaria de 16 pessoas necessitadas. Ele estava, no entanto, longe de ser uma criança piedosa padrão. Mais tarde, ele confessaria que ocasionalmente roubava dinheiro de seus pais.
O que mudou a vida de Bianchi foi uma resolução lenta e firme de conquistar sua própria vontade. À medida que crescia, ele sentiu que poderia ter um chamado religioso. Apesar de sua própria fé, seus pais inicialmente se opuseram a essa medida. Como resultado, com a idade de 15 anos ele foi matriculado em um seminário menor em Nola, enquanto ao mesmo tempo, ele começou a estudar direito na Universidade de Nápoles Federico II. Durante este período, ele ficou sob a orientação espiritual de Alfonso de Ligório, o fundador dos Redentoristas. Quando ele concluiu o seminário em 1762, seus pais cederam em sua oposição a ele seguir carreira na Igreja.

### Barnabita
Bianchi foi admitido pela Ordem Barnabita no noviciado em Zagarolo naquele mesmo ano, professando os votos religiosos como membro da Ordem no ano seguinte. Ele foi então enviado para estudar filosofia e teologia, primeiro em Macerata, depois em Roma e Nápoles, onde foi ordenado sacerdote em 1767. Antes de sua ordenação, ele havia ensinado no colégio Barnabita de sua cidade natal. Foi imediatamente nomeado Superior do Colégio de Santa Maria in Cosmedin de Portanova, cargo que exerceu durante 12 anos.
Seus superiores designaram Bianchi para o mosteiro Barnabita anexo à Igreja de Santa Maria di Caravaggio, em Nápoles, onde ele passaria o resto de sua vida. Em 1778 foi nomeado professor da Universidade Regia (atual Universidade de Palermo), bem como membro da Real Academia de Ciências e Letras da Pontifícia Academia Eclesiástica. Apesar de suas honras acadêmicas e do orgulho de sua posição na Ordem, seus companheiros Barnabitas também viram um outro lado dele, pois ele se tornou conhecido entre eles pelo estilo de vida profundamente ascético que seguiu, com uma vida de oração profundamente contemplativa e por sua preocupação constante para os pobres das cidades onde vivia.
Bianchi tornou-se parte de um círculo de notáveis figuras religiosas que viviam em Nápoles naquela época. Ele se tornou o diretor espiritual e confessor de Maria Francisca das Cinco Chagas, uma franciscana terciária que morava em um dos bairros mais violentos da cidade e agora também é homenageada como santa. Por sua vez, veio amigos espirituais e sob a orientação de personalidades como Plácido Baccher, o Beato Mariano Arciero, o seu companheiro Barnabita e aluno, o Venerável Francesco Maria Castelli, Giovanni Battista Jossa, o Servo de Deus Agnello Coppola. Comunicava-se frequentemente com o Beato Vicente Romano, bem como com o Rei Carlos Emanuel IV da Sardenha e a sua sobrinha, a Princesa Maria Clotilde de Saboia, então exilada em Nápoles.
A vida de Bianchi mudou em 1800, quando ele caiu em um estado de êxtase religioso enquanto orava diante do Santíssimo Sacramento exposto no Pentecostes daquele ano. Pouco depois, ele desenvolveu uma doença que deixou suas pernas torcidas e com feridas abertas para o resto de sua vida. Durante os últimos três anos de sua vida, ele continuou a presidir diariamente a Missa, apesar da agonia de ter que ficar de pé. Quase sempre acamado, ele usou esse tempo para aprofundar ainda mais sua vida espiritual.
Bianchi também começou a tremer e a sentir enormes palpitações no coração sempre que orava, de maneira semelhante à vivida por São Filipe Neri dois séculos antes. A terciária Maria Francesca comentou que temos dois Filipes, um branco e um preto, o que era um trocadilho com o significado de seus sobrenomes em italiano.
Bianchi ainda vivia no mosteiro Barnabita de Nápoles quando este foi fechado em 1809, como parte da supressão de todos os mosteiros e casas religiosas sob o Reino Napoleônico de Nápoles. Ele pôde permanecer na cidade, onde morreu em 1815.

## Veneração
Bianchi foi beatificado em 22 de janeiro de 1893 pelo Papa Leão XIII, que também o declarou o "Apóstolo de Nápoles". Posteriormente, foi canonizado em 21 de outubro de 1951 pelo Papa Pio XII. Seus restos mortais estão guardados na Igreja de Santa Maria di Caravaggio em Nápoles. Sua festa é celebrada em 31 de janeiro pelos Barnabitas e pela Igreja Católica de Nápoles.